# Le Trévoux
Le Trévoux (tiếng Breton: An Treou-Kernev) là một xã của tỉnh Finistère, thuộc vùng Bretagne, miền tây bắc Pháp.

## Dân số
Người dân ở Le Trévoux được gọi là Trévoltois.